# У світі пернатих
«У світі пернатих» (рос. «В мире пернатых») — мультфільм 1974 року.

## Сюжет
Жартівливі замальовки з життя птахів (читай — людей). Три новели: «Твердий характер», «Велике життя» і «Батьки і діти». 

## Творча група
- Автор сценарію: Михайло Татарський
- Режисер-постановник: Дахно Володимир
- Художник-постановник: Едуард Кірич
- Композитор: Леонід Грабовський
- Оператор: Анатолій Гаврилов
- Звукооператор: Ізраїль Мойжес
- Художники-мультиплікатори: Марк Драйцун, Олександр Лавров, Вікторія Ємельянова, Сергій Дьожкін, Микола Бондар
- Асистенти: Тамара Швець, Людмила Врублевська, О. Деряжна, І. Дівішек, Ірина Сергєєва
- Редактор: Світлана Куценко
- Директор картини: Іван Мазепа